# Sinfonia n.º 1 (Shostakovich)

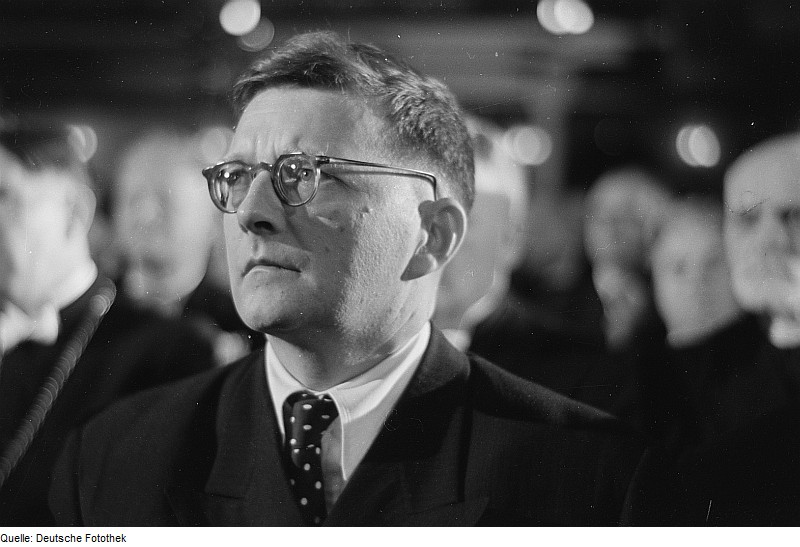
Dmitri Shostakovich

A Sinfonia n.º 1 em Fá menor (opus 10) do compositor soviético Dmitri Shostakovich foi escrita entre os anos de 1924 e 1925 e foi apresentada pela primeira vez em São Petersburgo, Rússia, pela Filarmônica de Leningado, sob a batuta de Nikolai Malko, em 12 de maio de 1926. Ele escreveu o trabalho como sua peça de graduação no Conservatório de Leningrado, completando-a aos dezenove anos de idade.

## Estrutura
O trabalho tem quatro movimentos (os últimos dois começam a ser tocados sem interrupção) e tem aproximadamente meia hora.
1. Allegretto - Allegretto
O trabalho começa com uma introdução em Allegretto, que é desenvolvido com um dueto entre o trompete e o fagote a solo. Isto leva ao primeiro tópico próprio, uma marça animada que lembra a música de teatro que Shostakovich teria encontrado durante seu período como um pianista de cinema. O segundo tema é ostensivamente uma valsa, mas é de fato, escrito em um dobro-tempo, a melodia da flauta encontra seu caminho em torno das várias seções da orquestra. Há de se notar que a estrutura é em forma de sonata, com movimentos inteiramente convencionais.
2. Allegro - Meno mosso - Allegro - Meno mosso
No segundo movimento, há um "falso começo" dos violoncelos e dos baixos, antes do scherzo começar com o clarinete. O piano começa com uma escala mais rápida, antes de um tema mais sombrio desenvolver-se na seção Meno mosso. Novamente, Shostakovich escreveu um tempo tripo em uma passagem, com melodias começando a passar entre as flautas, clarinetes, cordas, oboés, piccolos e novamente pelos clarinetes, enquanto as cordas e o triângulo toca ao fundo. O fagote nos traz novamente o Allegro do início. O clímax ocorre com uma combinação de duas melodias apresentadas no começo do movimentos.
3. Lento - Largo - Lento
O terceiro movimento começa com um solo negro do oboé, transferindo-se para um solo de violoncelo e procedido pelo desenvolvimento em um crescendo, com uma citação de Siegfried de Richard Wagner. Há também uma passagem pianissima para as cordas, antecipando a passacaglia da Oitava Sinfonia.
4. Allegro molto - Lento - Allegro molto - Meno mosso - Allegro molto - Molto meno mosso - Adágio
Há uma attacca de tambor na passagem do terceiro para o quarto movimento. Após outra passagem sombria, a música volta a entrar na seção Allegro molto, com uma melodia muito rápida no clarinete e cordas. Essa melodia atinge um clímax furioso, após o qual acalma-se descendo e nos faz ouvir outra referência de Richard Wagner. A seção seguinte do Allegro culmina em um fortíssimo tímpano solo, um ritmo, que apareceu no terceiro movimento. A passagem para o violoncelo solo e as cordas suaves, juntamente de outros elementos, acaba levando a uma sedão que termina o trabalho com figuras de fanfarra, com figuras dos metais.

## Orquestração
O trabalho é escrito para:
Madeiras
Piccolo
2 Flautas
2 Oboés
2 Clarinetes
2 Fagotes
Metais
4 Trompas
2 Trompetes
Alto Trompete
3 Trombones
Tuba
Percussão
Timpano
Bumbo
Caixa
Gongo
Prato
Triângulo
Sino
Instrumento de Tecla
Piano
Cordas
1ºs Violinos
2ºs Violinos
Violas
Violoncelos
Contrabaixos

## Resumo
Enquanto Shostakovich escreveu essa peça como exercício de graduação da classe de composição de Maximilian Steinberg, algum dos materiais são datados de antes. Quando a tia do compositor, Nadezhda Galli-Shohat, escutou pela primeira vez na première americana por Leopold Stokowski e a Orquestra da Filadélfia, ela reconheceu muitos fragmentos que ela ouviu com Mitya tocar quando criança. Alguns desses fragmentos foram associados com a fábula de Jean de La Fontaine.
O paralelo imediato do jovem compositor de dezenove anos, apresentando sua primeira sinfonia, foi Alexander Glazunov, que foi uma criança prodígio, que teve sua primeira sinfonia apresentada quando ele tinha apenas onze anos de idade. Glazunov reconheceu em Shostakovich um eco de sua juventude. Como diretor do Conservatório de Peterogrado, Glazunov seguiu o progresso de Shostakovich desde sua entrada no conservatório, aos treze anos de idade. Ele também conseguiu que a primeira sinfonia de Shostakovich fosse apresentada no mesmo hall em que a sua foi apresetanda, 44 anos antes. 
Essa sinfonia foi um tremendo sucesso desde sua estreia e é considerada, até hoje, uma das suas melhores obras. Ela tem uma interessante e característica combinação de sagacidade em uma mão e drama e tragédia em outra. Em muitos aspectos, a obra nos remete aos trabalhos de Igor Stravinsky e Sergei Prokofiev. A transparência da orquestração da Primeira Sinfonia é um quieto contraste a complexa e sofisticada orquestração Mahleriana, encontrada em suas últimas sinfonias.

## Influências
Por causa da mentalidade tradicionalista do Conservatório, Shostakovich não descobriu a música de Igor Stravinsky até o final de sua juventude. O efeito de ter ouvido essa música foi instantâneo e radical e as composições de Stravinsky continuaram a influenciar Shostakovich. Muitos críticos sugerem que a Primeira Sinfonia foi influenciada por Petrushka, de Stravinsky, não apenas pela proeminência da parte do piano na orquestração, mas também pelo som satírico da primeira parte da sinfonia . 
Petrushka não teria sido a única influência nesse trabalho. A ideia de humanos como máquinas ou marionetes, com seus temas livres de biologia e Behaviorismo, foi um tema muito em voga. Exemplos musicais incluem: Pierrot Lunaire de Arnold Schoenberg e Wozzeck de Alban Berg - ambos trabalhos admirados por Shostakovich.  Outra influência musical, sugerida pela entrada do clarinete, vem do poema sinfônico As Alegres Travessuras de Till Eulenspiegel, de Richard Strauss.
Ao fim do segundo movimento, Shostakovich revela sua maior surpresa, mudando o tom da sinfonia, de repente e sem aviso, da sátira para a tragédia. A influência muda de Stravinsky para Pyotr Ilyich Tchaikovsky e Gustav Mahler, com Shostakovich mostrando que, como compositor jovem, tem muito a dizer e com muita profundidade.